# Stoenești (gmina w okręgu Vâlcea)
Stoenești – gmina w Rumunii, w okręgu Vâlcea. Obejmuje miejscowości Bârlogu, Budurăști, Deleni, Dobriceni, Gruieri, Gruiu, Mogoșești, Neghinești, Piscu Mare, Popești, Stoenești, Suseni i Zmeurătu. W 2011 roku liczyła 3409 mieszkańców.